# البلاعزتين
قرية البلاعزتين هي إحدى القرى التابعة لمركز مغاغة بمحافظة المنيا في جمهورية مصر العربية. حسب إحصاءات سنة 2006، بلغ إجمالي السكان في البلاعزتين 2427 نسمة، منهم 1286 رجلا و1141 امرأة.